# 武庫川新駅
武庫川新駅（むこがわしんえき）は、阪急電鉄が神戸本線に設置する予定の新駅の仮称、及び、それを中核とした都市再開発計画である。現在の神戸本線武庫川橋梁上にプラットホームを設置する予定。

## 計画に至る経緯
当地域は武庫川を境に東が尼崎市、西が西宮市となっている。神戸本線は、東側に武庫之荘駅、西側に西宮北口駅がある。武庫川橋梁はこの二つの駅の中間に位置し、橋梁付近の住民は、神戸本線を利用しづらい状況が続いていた。
古くより当地への駅設置は地元から求められていた。2004年に武庫川の改修に伴う橋梁の架け替え工事が完成したこと、それによって橋梁の構造が変わり上下線の間にホームを設置する空間が生まれたことで新駅設置への機運が一気に高まったが、具体化には更に年月がかかり、2022年になってから、阪急電鉄と西宮市・尼崎市が基本合意を結び、正式な計画となった。
内容は、当該地域の都市再開発に合わせて新駅設置を伴うものである。
計画では、2031年度に新駅が開業する予定である。

## 歴史
- 1942年 武庫川周辺の旧瓦木村が西宮市に合併される際、村の近くに新駅を設置することを合併条件として申し入れた[1]。
- 1991年 地元住民らによる誘致請願組織「阪急武庫川駅誘致推進協議会」が設立され、兵庫県、西宮市、阪急電鉄に陳情・要望が行われる
- 2004年 武庫川の改修に伴って進められていた武庫川橋梁の架け替え工事が完成
- 2012年 阪急武庫川駅誘致促進協議会が、兵庫県、西宮市へ連絡協議会の設置を要望。
- 2017年 報告書「（仮）武庫川周辺阪急新延期による効果・影響について」を公表
- 2018年 日野町まちづくり協議会より「日野町まちづくり提案書」の提出
- 2019年 「阪急武庫川駅誘致推進協議会」が解散。地元自治会へ引き継がれる。
- 2022年11月1日 報告書「（仮）武庫川周辺阪急新駅に関する検討について」が公表される
- 2023年 尼崎市・西宮市・阪急電鉄の三者で基本合意書を交換